# ويليام هنري فراي
ويليام هنري فراي (بالإنجليزية: William Henry Fry)‏ هو صحفي وملحن أمريكي، ولد في 10 أغسطس 1813 في فيلادلفيا في الولايات المتحدة، وتوفي في 21 ديسمبر 1864 في سينت كروا في الولايات المتحدة بسبب سل.

## وصلات خارجية
- ويليام هنري فراي على موقع ميوزك برينز (الإنجليزية)
- ويليام هنري فراي على موقع ديسكوغز (الإنجليزية)